# Marika (websèrie)
Marika és una websèrie juvenil quebequeca produïda per Téléfiction i emesa a ICI TOU.TV des del 6 de juny de 2018. La sèrie està inspirada en els llibres Marika et ses amis de Lucia Cavezzali, publicats per Éditions Hurtubise. Està escrita per Lucia Cavezzali, Nathalie Cavezzali i Yann Tanguay. Aquest últim també s'encarrega de la producció de la sèrie. Marielle Guérard, Alice Madore i Nicolas Germain-Vien interpreten els papers principals. S'ha doblat al català pel canal Super3.
La segona temporada està basada en la novel·la Opération Juliette de Cavezzali i es va estrenar el 20 de març de 2019. Pel que fa a la tercera temporada, està basada en la novel·la L'énigme du sommet Noir i es va penjar el 8 de gener de 2020.